# 御手洗洁
御手洗潔（御手洗潔（みたらい きよし），Mitarai Kiyoshi，1948年11月27日 - ）是日本推理作家島田莊司筆下的占星師和偵探，名字是由作者島田莊司少年时的外号“打掃廁所”而來。1948年11月27日出生於舊金山，幼年時移居至橫濱。肄業於京都大學醫學部。初次登場是在島田莊司首次公開發表的《占星術殺人魔法》一書中，而「御手洗系列」也是島田莊司的兩大推理小說系列之一。

## 人物形象
類型並非像明智小五郎、淺見光彥那樣的「紳士型」的名偵探，而是類似夏洛克·福爾摩斯、金田一耕助那種「怪人型」名偵探。一開始思考的話就會無視其他一切事物，數年一次會變得抑鬱，期間只會說一些不明意義的話，興奮起來會作出例如跳祖鲁族舞蹈、學狗叫等奇異的舉動。一捲入案件中就會發揮超人的集中力和觀察力，引導案件朝解決的方向發展。身材修長，雖然有怪癖但外貌端正。很受女性歡迎，但極度討厭女性。和福爾摩斯及明智小五郎不同，並沒有「終生對立的對手」。
在系列第一作《占星術殺人事件》裡，是個在東橫線的綱島擁有事務所的「對偵探感興趣的占星術師」，之後「占星術師」的設定逐漸被淡化，後來在橫濱的馬車道成立事務所，成為一個「對占星感興趣的私家偵探」。
和擔任「華生」角色的助手石岡和己一起解決各種案件。人物形象從開始的性格孤僻、貌似恭維心裡輕蔑的怪人，開始意識到夏洛克·福爾摩斯的偵探自覺。到後來變成體現了作者所提倡的反映其獨特的日本人論的「新日本人」的形象。
隨著故事發展，關於御手洗的設定也不斷增加。例如能熟練的說出地球上幾乎所有的語言，專攻腦科學，但也精通其他例如心理學、基因工程、氣象學、天文學、歷史學、外科學等經濟學以外的學問。
雖然同為「怪人型」偵探，但和以博識聞名的福爾摩斯有很大不同，就是福爾摩斯是以偵探為業，而御手洗則基本是以占卜師或學者身份呈現於讀者眼前。福爾摩斯的博識是為了犯罪研究而積累，而御手洗只不過用他原本擁有的知識來應用於探案，雖不知福爾摩斯醒覺到對犯罪研究的熱情，但御手洗在《水晶金字塔》以後，對解決案件並未表示過多的興趣。特別是在《眩暈》及《螺絲人》裡面比起解決案件，御手洗更著重珍奇病例的研究。
另外，御手洗從小學生開始時就被套上外號「清洗廁所君」而欺負，直到高中為止每天都會躲在廁所裡哭。

## 經歷
於哥倫比亞大學、倫敦大學皆取得學位標準，但因厭惡狗的生物實驗而自行從京都大學醫學部退學。在美國當爵士樂手活躍過一段時間後回到日本，成為了占星術師。在不當占星術師後，成為私家偵探解決了幾宗案件後，移居瑞典，在烏普薩拉大學執教鞭，並進行腦科學的研究。

## 特徵·特長
- 精通語言學，幾乎懂得地球上所有的語言。在一周內能逐個單詞地將拉丁語系的詞彙掌握。順帶一提在《水晶金字塔》中提到他不懂埃及象形文字。
- 因為某個理由而不喝咖啡，只喝紅茶（參照《數字鎖》）。
- 愛好古典音樂和爵士樂，但基本什麼音樂都會聽，只對演歌、偶像歌曲、夏威夷風情音樂和鄉村音樂沒興趣。
- 能熟練演奏多種樂器，其中以彈奏結他最在行，能力不輸給職業結他手。據稱曾在邁爾士·戴維斯的樂團裡呆過的樣子。曾出過唱片，不過因發行時期不佳而賣不出去。
- 因為原本就很擅長占星術的緣故，所以能記住別人的生日，但很難記住別人的名字，一旦記錯了別人的名字就很難糾正過來。然而此設定自「占星術師」的身份逐漸淡化的緣故而被淡忘，中段以後的故事開始也能記住普通人的名字。
- 關於上述設定的淡化，石岡表示「御手洗對感興趣的事會越來越熱衷，但一旦興趣冷卻下來後就會很快忘掉」（參照《近況報告》）。
- 討厭自己的名字被讀錯，以及極端討厭寫名字和冒名頂替。
- 在所有作品中都對女性表現出厭惡。因為在過去的事件或至今遇到過的女性的緣故，已經到達不可改變的地步。然而他並沒有男尊女卑的傾向，不如說他其實是標榜男女平等的女權論者。
- 非常喜歡狗，會將其他地方的狗借來放在家裡，對不太感興趣的案件也會因為與狗相關而著手調查。一開始就喜歡動物，以前在京都大學醫學部時退學的緣故就是因為討厭動物實驗。
- 據作者表示，御手洗是個以貌取人的人，但並沒有關於他據此判斷他人的描寫。

## 朋友
意外的擁有很多朋友，以下記述的是其中主要的幾位：
- 石岡和己 - 好友兼（前）室友。擔任御手洗的助手，並為御手洗撰寫傳記。
- 松崎玲王奈 - 荷里活的大明星。對御手洗有好感，但御手洗只是冷淡對待。

## 登場作品

### 長篇
- 占星術殺人事件（1981年）
- 斜屋犯罪（1982年）
- 異邦騎士（1988年）
- 黑暗坡的食人樹（1990年）
- 水晶金字塔（1991年）
- 眩暈（1992年）
- 異位（1993年）
- 龍臥亭殺人事件（1996年）（本事件是石岡擔任主角的長篇，御手洗潔本人幾乎沒怎麼出場）
- 荷里活證書（2001年）（這是在《黑暗坡的食人樹》中出場的配角「松崎玲王奈」擔任主角的外傳作品，御手洗出場比較少）
- 魔神的遊戲（2002年）
- 螺絲人（2003年）
- 龍臥亭幻想（2004年）（本事件是石岡擔任主角的長篇，御手洗潔本人幾乎沒怎麼出場）
- 摩天楼的怪人（2005年）
- 最後一球（2006年）
- 星籠之海（2013年）

### 短篇集
- 御手洗潔的問候（1987年）
- 御手洗潔的舞蹈（1990年）
- 御手洗潔的旋律（1998年）
- P的密室（1999年）
- 最後的晚餐（1999年）
- 俄羅斯幽靈軍艦之謎（2001年）
- 聖尼可拉斯的鑽石靴（2002年）
- 上高地的開膛手傑克（2003年）
- 溺水的人魚（2006年）
- UFO大道（2006年）
- 利比達寓言（2007年）